# 在日ハンガリー人
在日ハンガリー人（ざいにちハンガリーじん）は、日本に一定期間在住するハンガリー国籍の人々である。

## 統計
日本の法務省の在留外国人統計によると、2023年12月末時点で在日ハンガリー人は814人である。
在留資格別（4位まで）
| 順位 | 在留資格                 | 人数 |
| ---- | ------------------------ | ---- |
| 1    | 永住者                   | 364  |
| 2    | 留学                     | 216  |
| 3    | 日本人の配偶者等         | 105  |
| 4    | 技術・人文知識・国際業務 | 103  |

都道府県別（5位まで）
| 順位 | 都道府県 | 人数 |
| ---- | -------- | ---- |
| 1    | 東京     | 312  |
| 2    | 神奈川   | 269  |
| 3    | 新潟     | 139  |
| 4    | 福岡     | 126  |
| 5    | 大阪     | 78   |

## 著名人
- サンディー・ユハス
- 舛東欧旭（大相撲力士・常盤山部屋）